# 白雪峰 (足球运动员)
白雪峰（1987年7月22日—），籍贯江苏常州，是中国职业足球运动员，2008年进入上海申花一线队。2009年10月31日，他在联赛最后一轮获得第一次代表申花队参加正式比赛的机会。